# Eupithecia oliveri
Eupithecia oliveri là một loài bướm đêm trong họ Geometridae.